# Kasteel van Hasselbroek
Het Kasteel van Hasselbroek is gelegen in Hasselbroek, een gehucht van de Limburgse deelgemeente Jeuk gelegen in de gemeente Gingelom in het hart van Haspengouw.
Het kasteel waarvan delen van het interieur opvallen door indrukwekkend stucwerk, werd geklasseerd in 1974. Het gebouw werd in U-vorm opgetrokken. De rechtervleugel, in Maaslandse renaissancestijl stamt uit 1620. Het centraal gebouw werd in 1770 toegevoegd in neoclassicistische stijl naar een ontwerp van de Luikse architect Jacques-Barthélemy Renoz (1729-1786). De linkervleugel was bestemd voor de dependances. Het kasteel heeft één robuuste toren; de tweede toren werd afgebroken in 1843.
De familie Bormans van Hasselbroek was de bouwheer. Jean-Henri Bormans van Hasselbroek (1706-1774) ondernam uitbreidings- en verbeteringswerken. Hij was persoonlijk raadgever van prins-bisschop Franciscus Karel de Velbrück.
Sinds 1841 is het kasteel in bezit van familie van senator Walthère Jamar. Sinds 2008 zet Charles Sagehomme zich in om dit stuk waardevol patrimonium te bewaren via verschillende initiatieven. Het kasteel ondergaat sinds 2012 een renovatie.

## Bekende bezoekers van het kasteel
- Wolfgang Amadeus Mozart sliep hier een nacht tijdens zijn tournee in 1763.
- Louis Blériot verbleef hier na een noodlanding in de buurt.
- Kozakken verbleven op de vooravond van de slag bij Waterloo in het kasteel. Sabelhouwen in de muren zijn er getuige van.

## Varia
- De cast van de VRT-reeks F.C. De Kampioenen (televisieserie) filmde in 2013 op het domein voor hun eerste film, waarbij het domein dienst deed als kasteel van Maurice de Praetere (Tuur De Weert).

## Galerij

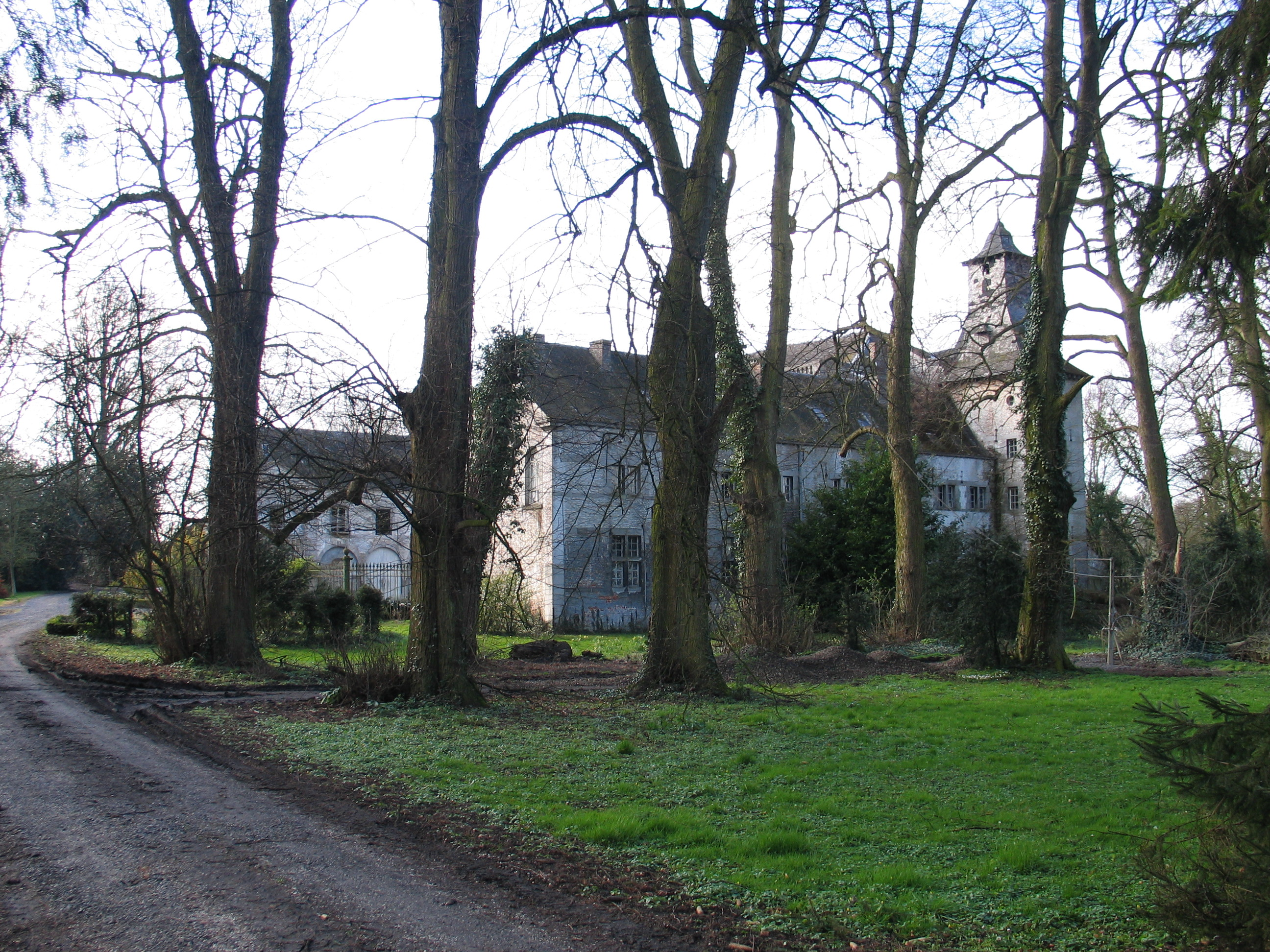
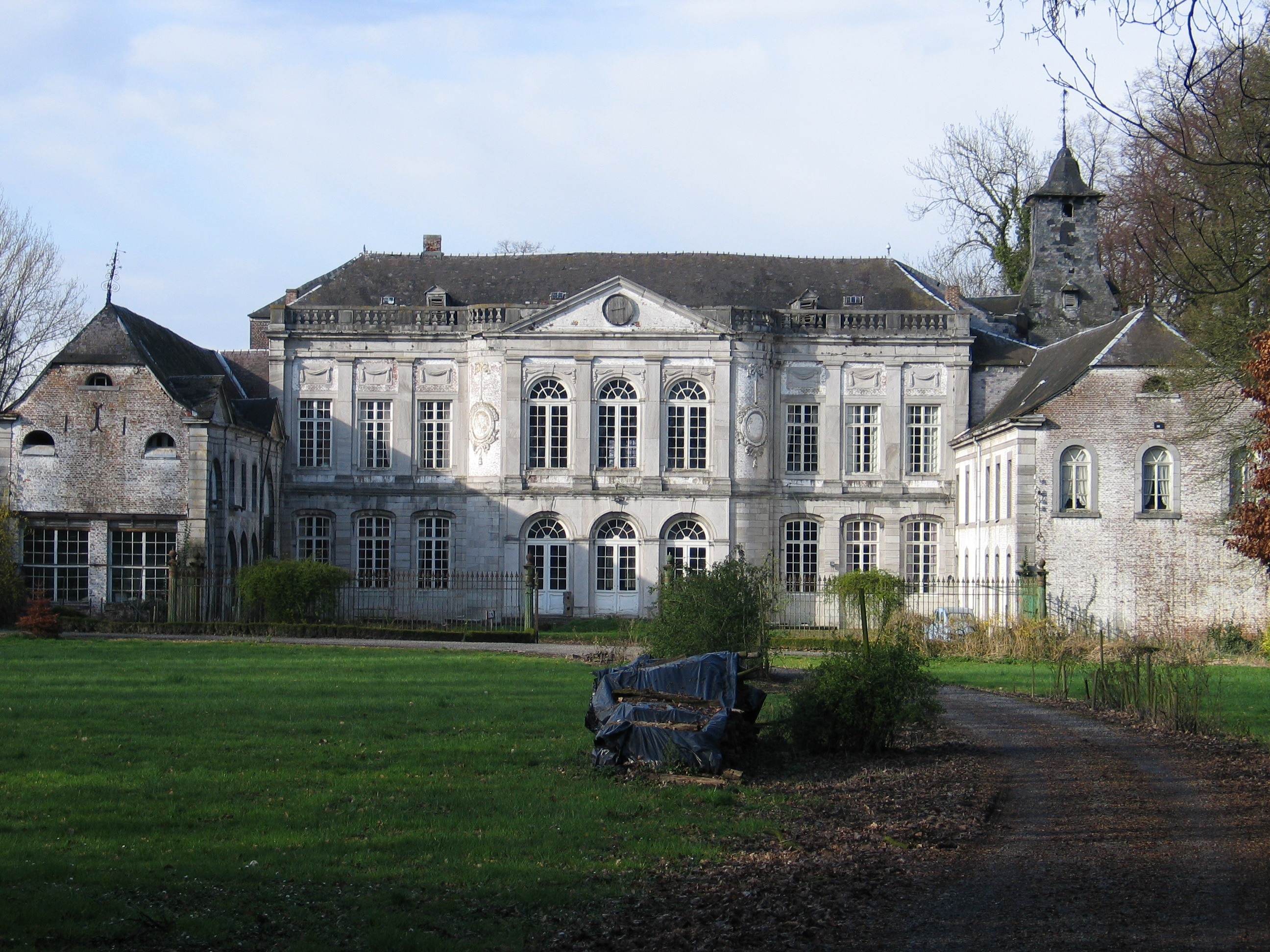
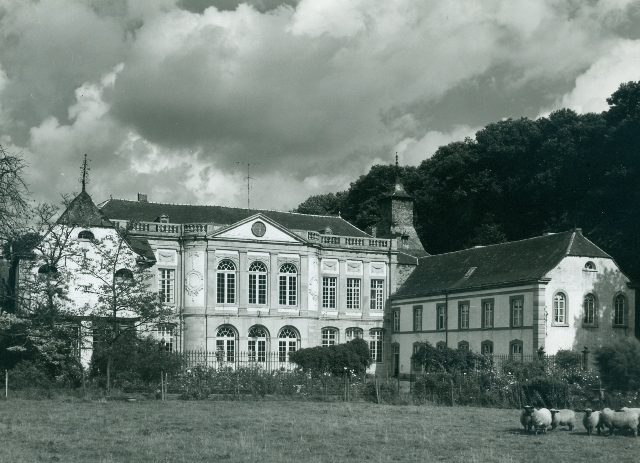